# Russell Metty
Russell Metty (Los Angeles, 20 de setembro de 1906 — Los Angeles, 28 de abril de 1978) é um diretor de fotografia estadunidense. Venceu o Oscar de melhor fotografia na edição de 1961 por Spartacus.